# Ilegalización de la pornografía
La ilegalización de la pornografía consiste en una serie de procedimientos jurídicos-legislativos en los que el Estado busca prohibir todo contenido pornográfico al alcance de su ciudadanía, con la intención de reprimirla sexualmente o prevenir o responsabilizar ciertas acciones penales.

## Casos recientes
- China:[1] Desde diciembre del 2009 a mayo del 2010, varios departamentos chinos se aliaron para combatir informaciones pornográficos y vulgares en Internet o medios de comunicación para celulares.
- Islandia:[2] Según el ministro de Asuntos Interiores de Islandia, Ogmundur Jonasson, que debido al fácil acceso a la pornografía en la red, crece el número de casos de violencia sexual contra las mujeres, y también mostró su preocupación por los menores de edad que ven pornografía. Entre las medidas estaban el bloqueo del acceso a sitios web de pornografía y la prohibición del uso de la tarjeta de crédito islandesas para acceder a pornografía paga.
- Reino Unido:[3] El primer ministro, David Cameron, presentó un plan en 2013 por la difusión de imágenes de abuso sexual y la pornografía, que según él estarían corroyendo la infancia.
- Unión Europea:[4] A inicios de 2013 el Parlamento Europeo rechazó la propuesta que pedía prohibir toda forma de pornografía en Europa (159 a favor, 368 en contra), presentada en diciembre de 2012 por la parlamentaria holandesa Kartika Liotard.
- México:[5] El artículo 15 de la Ley General para Prevenir, Sancionar y Erradicar los Delitos en Materia de Trata de Personas y para la Protección y Asistencia de las Víctimas, en México, prohíbe la explotación sexual y trata de personas, explícitamente a través de la producción pornográfica.

### Leyes SOPA y PIPA
Las controvetidas leyes Stop Online Piracy Act (SOPA) y PROTECT IP Act (PIPA) fueron presentadas al Congreso de los Estados Unidos en 2011, con el fin de detener la piratería en internet y resguardar los derechos de autor, lo que a la vez suponía un duro combate contra los contenidos pornográficos.

## Controversias
- Mientras en varios países como en el Afganistán talibán era prohibido cualquier rasgo de culto a la sexualidad, en Occidente se ha producido un estallido sexual producto de las nuevas tecnologías del Internet.

- La activista y artista Anna Arrowsmith defendía que la pornografía sirve para mantener a las parejas unidas, liberalizando la actividad sexual y poseyendo un papel pedagógico.[6]

- Investigadores de la Universidad de Hawái hicieron un análisis entre la relación criminalidad-pornografía; citando como ejemplo a la República Checa que ha independizado varias filtraciones pornográficas, lo que ha 'enfriado' varios actos criminales.[cita requerida]

- Grupos religiosos como los Testigos de Jehová la consideran adictiva, llegando a compararla con la cocaína, además de afirmar que este tipo de contenidos destruyen la relación a matrimonios o parejas unidas.[7] Muchas Iglesias protestantes fundamentalistas se han manifestado en contra de su legalidad.[8]